# سالم بن خالد القاسمي
سالم بن خالد القاسمي، سياسي ووزير إماراتي، يشغل منصب وزير الثقافة والشباب منذ فبراير 2023.

## التعليم
يحمل درجة البكالوريوس في مجال العلوم في إدارة التصميم من الجامعة الأمريكية في الشارقة، وشهادة ماجستير في الإدارة العامة في العلوم والسياسات البيئية من جامعة كولومبيا في نيويورك، وشهادة الماجستير في التخطيط الحضري والإقليمي من جامعة السوربون أبو ظبي.

## المسيرة المهنية
تولى منصب وكيل الوزارة المساعد لقطاع التراث والفنون ومنصب المندوب الدائم لدولة الإمارات العربية المتحدة لدى منظمة الأمم المتحدة للتربية والعلم والثقافة (اليونسكو) حيث لعب دورًا بارزًا في دعم المبادرات والمشاريع الاستراتيجية في مجالات التربية والثقافة والعلوم وحماية وحفظ التراث.